# グリーゼ1
グリーゼ1 (Gliese 1) は、ちょうこくしつ座の8等星で、太陽系から14.2光年離れた赤色矮星である。Gl 1、GJ 1 とも呼ばれる。小さく暗い恒星なので肉眼で見ることはできない。

## 概要

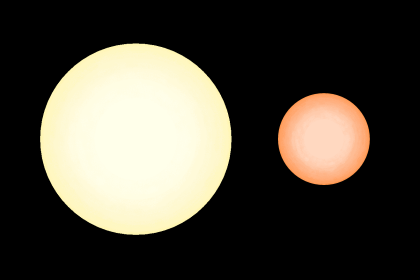
太陽（左）とグリーゼ1（右）の比較。

グリーゼ1は、天球上で赤経が0hに近いプラスであるため、赤経を基準に天体を並べた星表では先頭に記載されることがある。例えば太陽系から20パーセク以内に存在する恒星を網羅した「グリーゼ近傍恒星カタログ」や、大きな固有運動を示す星を一覧にした「LHSカタログ」で、それぞれ Gl 1、LHS 1 の名前が与えられている。
グリーゼ1はスペクトル型 M1.5V の赤色矮星で、半径は太陽の48%、表面温度は3,405Kと考えられている。ヒッパルコス衛星による年周視差は229ミリ秒で、太陽系からグリーゼ1までの距離は4.36パーセク（14.2光年）と計算できるが、明るさが太陽の150分の1に過ぎないため比較的近傍恒星にもかかわらず肉眼で観測することはできない。また、フレア爆発によって不規則に明るさを変える閃光星や、不均一な表面光度を持ち自転に伴って変光するりゅう座BY型変光星に分類されているが、変光の振幅は0.02等級とあまり大きくない。
2009年の時点では、伴星や惑星の存在を示す有意な視線速度の変動は見つかっていない。グリーゼ832の惑星が発見された際には視線速度の安定した赤色矮星の例として引き合いに出されている。